# 龍岡信号所
龍岡信号所（ヨンガンしんごうじょ）は、大韓民国慶尚南道昌原市義昌区にある韓国鉄道公社（KORAIL）の信号所。

## 接続する鉄道路線
韓国鉄道公社　
慶全線　
徳山線（貨物線）

## 沿革
- 2011年5月18日：信号所として開業[1]

## 隣の駅
韓国鉄道公社
慶全線
昌原中央駅 - 龍岡信号所 - 昌原駅
徳山線
昌原駅 - 龍岡信号所 - (徳山駅)